# Wimmenau

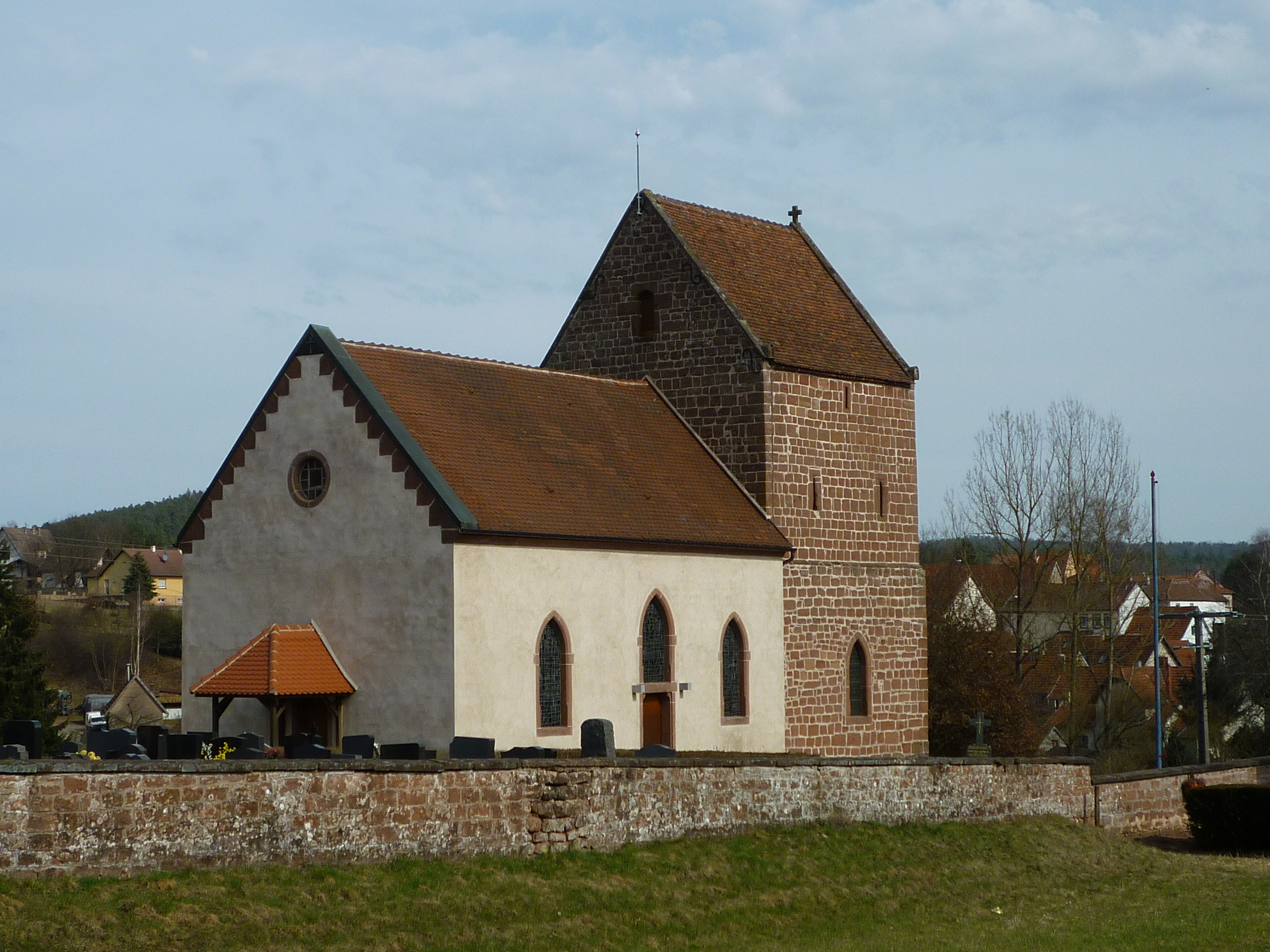
Evangelische Kirche

Wimmenau ist eine französische Gemeinde mit 1049 Einwohnern (Stand 1. Januar 2021) im Département Bas-Rhin in der Europäischen Gebietskörperschaft Elsass und in der Region Grand Est. Sie gehört zum Arrondissement Saverne und zum Kanton Ingwiller.

## Geografie
Die Gemeinde Wimmenau liegt an der Moder im Gebiet der in Frankreich so genannten Nordvogesen und ist Teil des Biosphärenreservates Pfälzerwald-Vosges du Nord.
Die Nachbargemeinden sind Reipertswiller und Lichtenberg im Nordosten, Ingwiller im Südosten, Sparsbach im Süden, Erckartswiller im Südwesten, Wingen-sur-Moder im Westen und Goetzenbruck im Nordwesten.

## Geschichte

### Mittelalter
Das Dorf Wimmenau gehörte zunächst zum Amt Buchsweiler der Herrschaft Lichtenberg, als dieses sich im 13. Jahrhundert bildete. Widersprüchlich sind die Informationen darüber, aufgrund welchen Rechtstitels die Herren von Lichtenberg die Besitzrechte am Dorf innehatten: Entweder handelte es sich um ein Reichslehen – wofür die Angabe spricht, dass es sich bei dem Dorf ursprünglich um Reichsgut gehandelt habe – oder um Allod. In der ersten Hälfte des 14. Jahrhunderts wurde das Amt Buchsweiler um 1330 geteilt und das Amt Ingweiler ausgegliedert, dem Wimmenau zugeschlagen wurde. Anlass dafür kann die Landesteilung gewesen sein, die um 1330 zwischen Johann II. von Lichtenberg, aus der älteren Linie des Hauses, und Ludwig III. von Lichtenberg stattfand. Dabei fiel Wimmenau in den Teil des Besitzes, der künftig von der älteren Linie verwaltet wurde oder an die mittlere Linie des Hauses – die Angaben sind hier widersprüchlich.
1480 verstarb mit Graf Jakob das letzte männliche Mitglied der Familie derer von Lichtenberg, sein Erbe und die Herrschaft wurde geteilt. Das Amt Ingweiler gehörte zu dem Teil des Erbes, der an Zweibrücken-Bitsch fiel.

### Neuzeit
Allerdings kam es 1570 zu einem weiteren Erbfall, bei dem die Grafen von Hanau-Lichtenberg das Amt Ingweiler in Besitz nahmen. Die Grafen von Hanau-Lichtenberg führten ab der Mitte des 16. Jahrhunderts die Reformation in ihrer Grafschaft ein, die nun lutherisch wurde.
Mit der Reunionspolitik Frankreichs unter König Ludwig XIV. kam das Amt Ingweiler unter französische Oberhoheit.
Nach dem Tod des letzten Hanauer Grafen, Johann Reinhard III. 1736, fiel das Erbe – und damit auch das Amt Ingweiler – an den Sohn seiner einzigen Tochter, Charlotte, Landgraf Ludwig (IX.) von Hessen-Darmstadt. Mit dem durch die Französische Revolution begonnenen Umbruch wurde das Amt Ingweiler – und damit auch Wimmenau – Bestandteil Frankreichs.

### Bevölkerungsentwicklung
| 1798 | 1962 | 1968 | 1975 | 1982 | 1990 | 1999 | 2007 | 2012 | 2014 |
| ---- | ---- | ---- | ---- | ---- | ---- | ---- | ---- | ---- | ---- |
| 221  | 826  | 860  | 864  | 900  | 1012 | 1050 | 1130 | 1133 | 1125 |